# アルセーヌ・ダルメステテール
アルセーヌ・ダルメステテール（フランス語: Arsène Darmesteter、1846年1月5日 - 1888年11月16日）は、フランスの言語学者。

## 経歴
1846年、モゼル県シャトー＝サランで、ユダヤ系フランス人の家庭に生まれる。ガストン・パリスのもとで高等研究院（École Pratique des Hautes Études）に学び、パリ大学で古フランス語の教授になる。ラシ（fr:Rachi）をはじめフランスのユダヤ人の著作による古フランス語の研究で有名。

## 家族・親族
- 弟：ジャーム・ダルメステテールは東洋学研究者。

## 著作
- Life of Words (1888年)
- Dictionnaire général de la langue française (2巻, 1895-1900) ：アドルフ・ハッツフェルド（Adolphe Hatzfeld）との共著
- Arsène Darmesteter, reliques scientifiques (2巻, 1890)：ジャーム・ダルメステテールがまとめた論集
- Cours de grammaire historique de la langue française (1891-1895; 英語版 1902)：死後にエルネスト・ミュレ（Ernest Muret）とレオポルド・シュードル（Leopold Sudre）が編集